# Aleksander Krawczuk
Aleksander Włodzimierz Krawczuk (ur. 7 czerwca 1922 w Krakowie, zm. 27 stycznia 2023 tamże) – polski historyk starożytności, eseista i nauczyciel akademicki, profesor nauk humanistycznych, w latach 1986–1989 minister kultury i sztuki, poseł na Sejm I i II kadencji.

## Życiorys

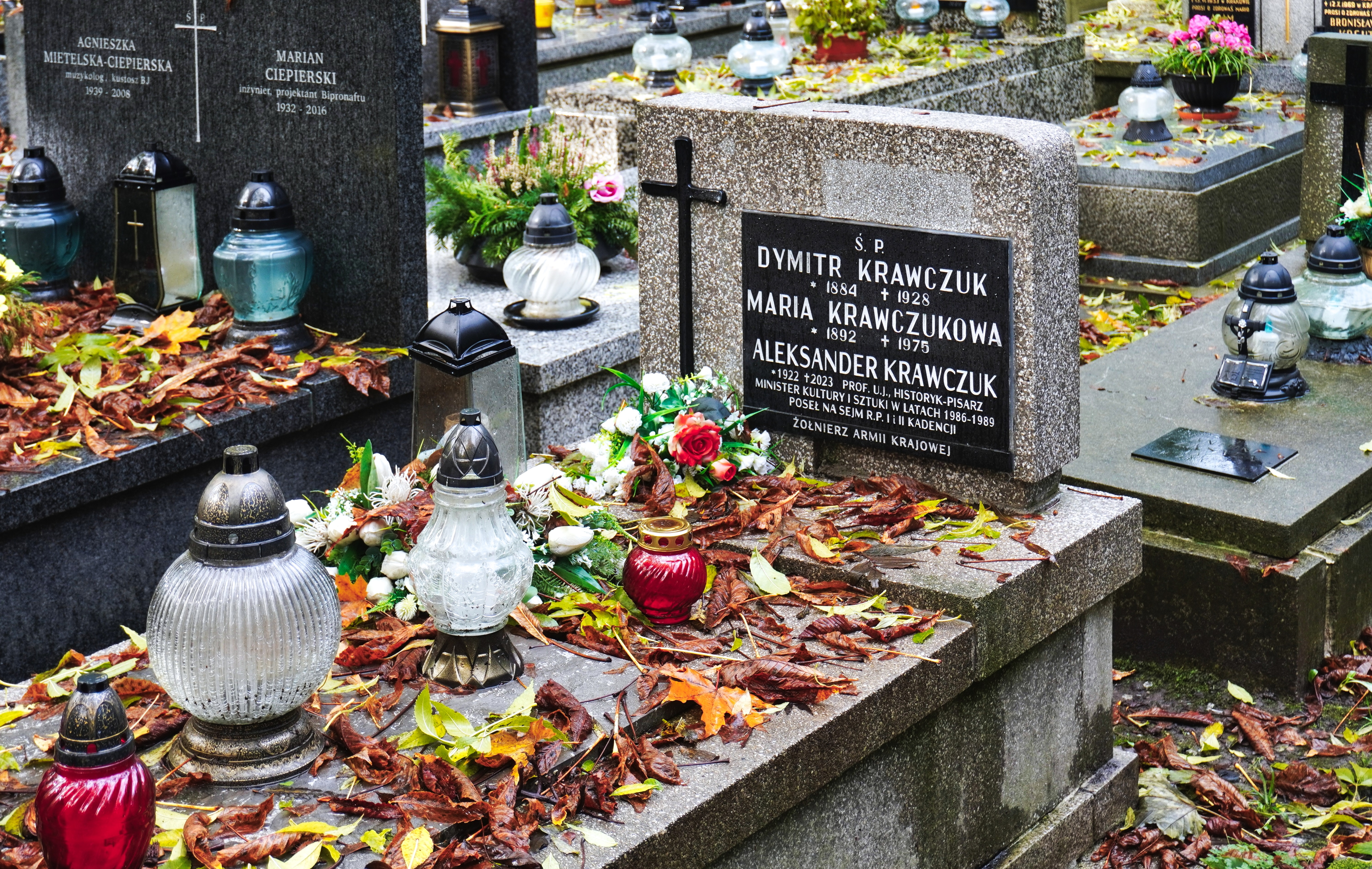
Grób Aleksandra Krawczuka na cmentarzu Rakowickim w Krakowie

Absolwent IV Liceum Ogólnokształcącego w krakowskiej dzielnicy Podgórze. Podczas II wojny światowej był żołnierzem zgrupowania partyzanckiego „Żelbet” Armii Krajowej. Ukończył w 1949 studia w zakresie historii i filologii klasycznej na Wydziale Filozoficzno-Historycznym Uniwersytetu Jagiellońskiego, podjął pracę naukową w Katedrze Historii Starożytnej UJ jako asystent Ludwika Piotrowicza. Dodatkowo od 1957 do czasu objęcia stanowiska ministra w 1986 pracował w Wyższej Szkole Pedagogicznej w Krakowie; prowadził także wykłady w Wyższej Szkole Pedagogicznej w Rzeszowie. W 1960 uzyskał stopień doktora na podstawie rozprawy Kolonizacja sullańska (napisanej pod kierunkiem Józefa Wolskiego). Habilitował się w 1963 w oparciu o pracę zatytułowaną Virtutis ergo. Nadania obywatelstwa rzymskiego przez wodzów Republiki. W latach 1980–1986 kierował Zakładem Historii Starożytnej UJ. W 1985 otrzymał tytuł profesorski w zakresie nauk humanistycznych.
Zajmował się historią starożytną, popularyzował zagadnienia związane z antykiem. Współprowadził telewizyjny cykl dokumentalny Antyczny świat profesora Krawczuka. Opublikował liczne, tłumaczone na szereg języków, prace naukowe i książki popularnonaukowe. Należał do Związku Literatów Polskich (1971–2003), w latach 1986–1987 pełnił funkcję prezesa krakowskiego oddziału ZLP. Był też prezesem krakowskiego oddziału Fundacji Kultury Polskiej i członkiem Stowarzyszenia Autorów Polskich.
W latach 1986–1989 był członkiem Ogólnopolskiego Komitetu Grunwaldzkiego. W tym samym okresie pełnił funkcję ministra kultury i sztuki w rządach Zbigniewa Messnera i Mieczysława Rakowskiego. Od 1991 do 1997 sprawował mandat posła na Sejm I i II kadencji z ramienia Sojuszu Lewicy Demokratycznej. W późniejszych latach był zaliczany do grona sympatyków związanego z Jackiem Majchrowskim stowarzyszenia Przyjazny Kraków.
Z okazji jego setnych urodzin w czerwcu 2022 Muzeum Historyczne Miasta Krakowa zorganizowało w Pałacu „Pod Krzysztofory” wystawę „Aleksander Krawczuk, Sto lat…”.
Został pochowany na cmentarzu Rakowickim.

## Życie prywatne
Syn Dymitra i Marii. Był ojcem historyka Wojciecha Krawczuka.

## Odznaczenia i wyróżnienia
- Krzyż Wielki Orderu Odrodzenia Polski (1997, nadany przez prezydenta RP Aleksandra Kwaśniewskiego, w uznaniu wybitnych zasług dla kultury narodowej)[11]
- Złoty Medal „Zasłużony Kulturze Gloria Artis” (2009)[12]
- Nagroda Miasta Krakowa (1972)[13]

## Publikacje książkowe
- Kolonizacja sullańska (studium), Ossolineum, Wrocław 1960 (przekład w jęz. włoskim: La colonizzazione sillana, Lo Scarabeo, Bolonia 2008).
- Gajusz Juliusz Cezar (biografia), Ossolineum, Wrocław 1962, 1972, 1990, 1993.
- Virtutis ergo. Nadania obywatelstwa rzymskiego przez wodzów Republiki (rozprawa habilitacyjna), „Zeszyty Naukowe Uniwersytetu Jagiellońskiego”, nr 11, Kraków 1963.
- Cesarz August (biografia), Ossolineum, Wrocław 1964, 1965, 1973, 1978, 1990.
- Herod, król Judei (biografia), Wiedza Powszechna, Warszawa 1965, 1985, 1988, 1989.
- Neron (biografia), Czytelnik, Warszawa 1965, 1969, 1974, 1984, 1988.
- Perykles i Aspazja (monografia), Ossolineum, Wrocław 1967, 1987; Interart, Warszawa 1995.
- Siedmiu przeciw Tebom (opowieść), PIW, Warszawa 1968; Wydawnictwo Poznańskie, Poznań 1982, 1990; Interart, Warszawa 1995.
- Sprawa Alkibiadesa (monografia), Czytelnik, Warszawa 1968, 1989; PIW, Warszawa 1975.
- Wojna trojańska. Mit i historia (monografia), Wiedza Powszechna, Warszawa 1969, 1971, 1974, 1985, 1988, 1989; Interart, Warszawa 1995 (przekład w jęz. niemieckim: Der Trojanische Krieg. Mythos und Geschichte, Urania, Lipsk 1990).
- Kleopatra (biografia), Ossolineum, Wrocław 1969, 1971, 1972, 1975, 1985; Graf Media Film, Kraków 1993.
- Konstantyn Wielki (biografia), Wiedza Powszechna, Warszawa 1970, 1985, 1987.
- Pan i jego filozof. Rzecz o Platonie (opowieść), PIW, Warszawa 1970; Wydawnictwo Poznańskie, Poznań 1984; Interart, Warszawa 1996.
- Ród Konstantyna (monografia), Wiedza Powszechna, Warszawa 1972, 1985, 1987.
- Sennik Artemidora (opowieść), Ossolineum, Wrocław 1972, 1976, 1990; Interart, Warszawa 1995.
- Tytus i Berenika (opowieść), Czytelnik, Warszawa 1972; Wydawnictwo Poznańskie, Poznań 1985.
- Groby Cheronei (opowieść), Wydawnictwo Poznańskie, 1972, 1988; Interart, Warszawa 1996.
- Rzym i Jerozolima (monografia), Czytelnik, Warszawa 1974; Wydawnictwo Poznańskie, Poznań 1987.
- Julian Apostata (biografia), Wiedza Powszechna, Warszawa 1974, 1987.
- Mity, mędrcy, polityka; Siedmiu przeciw Tebom; Pan i jego filozof. Rzecz o Platonie; Sprawa Alkibiadesa (zbiór esejów), PIW, Warszawa 1975.
- Maraton (monografia), Wiedza Powszechna, Warszawa 1976, 1986, 1988, 1989; Interart, Warszawa 1995.
- Ostatnia olimpiada (monografia), Ossolineum, Wrocław 1976, 1988.
- Upadek Rzymu. Księga wojen (monografia), Ossolineum, Wrocław 1978.
- Mitologia starożytnej Italii (monografia), WAiF, Warszawa 1982, 1984, 1986.
- Ród Argeadów. Filip i Aleksander (monografia), Wydawnictwo Literackie, Kraków 1982.
- Stąd do starożytności (zbiór esejów), RiTV, Warszawa 1985, 1987, 1988.
- Poczet cesarzy rzymskich, tom I i II, Iskry, Warszawa 1986, 1987, 1991, 1992, 1995, 2001
- Opowieść o zmarłych. Cmentarz Rakowicki, KAW, Kraków, tom I, cz. 1 i 2 – 1987, tom II, cz. 3 i 4 – 1988.
- Starożytność odległa i bliska (zbiór esejów), PAX, Warszawa 1980; Wydawnictwo Poznańskie, 1987.
- Cmentarz Rakowicki w Krakowie (współautor), Omnipress, Warszawa 1988.
- Alfabet Krawczuka mitologiczny, Oficyna Cracovia, Kraków 1991.
- Rzymianki (opowieść), Polczek, Warszawa-Kraków 1992.
- Poczet cesarzy bizantyjskich, Iskry, Warszawa 1987, 1992.
- Kronika starożytnego Rzymu (monografia), Iskry, Warszawa 1993, 1994.
- Poczet cesarzowych Rzymu, Warszawa 1998, 2001.
- Rzym, Kościół, cesarze (opowieść), Warszawa 2000.
- Polska za Nerona (opowieść), Warszawa 2002.
- Spotkania z Petroniuszem (opowieść), Iskry, Warszawa 2005